# 🍱
🍱  is een teken uit de Unicode-karakterset dat een bentodoos voorstelt. Deze emoji is in 2010 geïntroduceerd met de Unicode 6.0-standaard.

## Betekenis

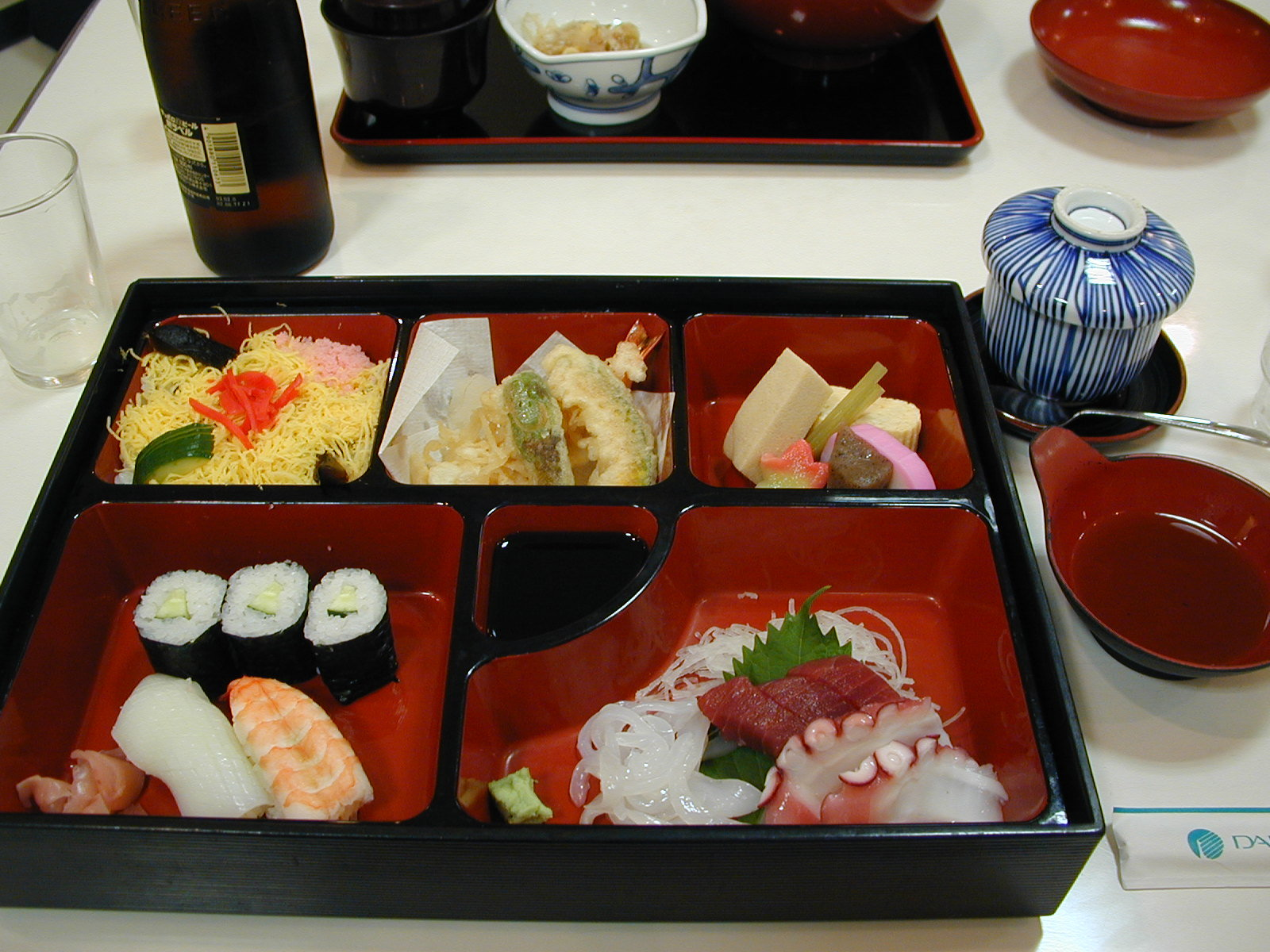
Een Bentobox uit Kyoto

Deze emoji wordt gebruikt om een Bentōmaaltijddoos mee aan te duiden, de Japanse uitvoering van een lunchpakket. Deze emoji kan ook opgevat worden als symbool voor een lunchbox in het algemeen.

## Codering

De implementatie in Android Oreo

### Unicode
In Unicode vindt men de 🍱 onder de code U+1F371  (hex).

### HTML
In HTML kan men in hex de volgende code gebruiken: &#x1F371;
In decimaalnotatie werkt de volgende code: &#127857;

### Shortcode
In software die shortcode ondersteunt kan het karakter worden opgeroepen met de code :bento:.

### Unicode-annotatie
De Unicode-annotatie voor toepassingen in het Nederlands (bijvoorbeeld een Nederlandstalig smartphonetoetsenbord) is bentobox. De emoji is ook te vinden met het sleutelwoorden bento en box.